# Wantijpark

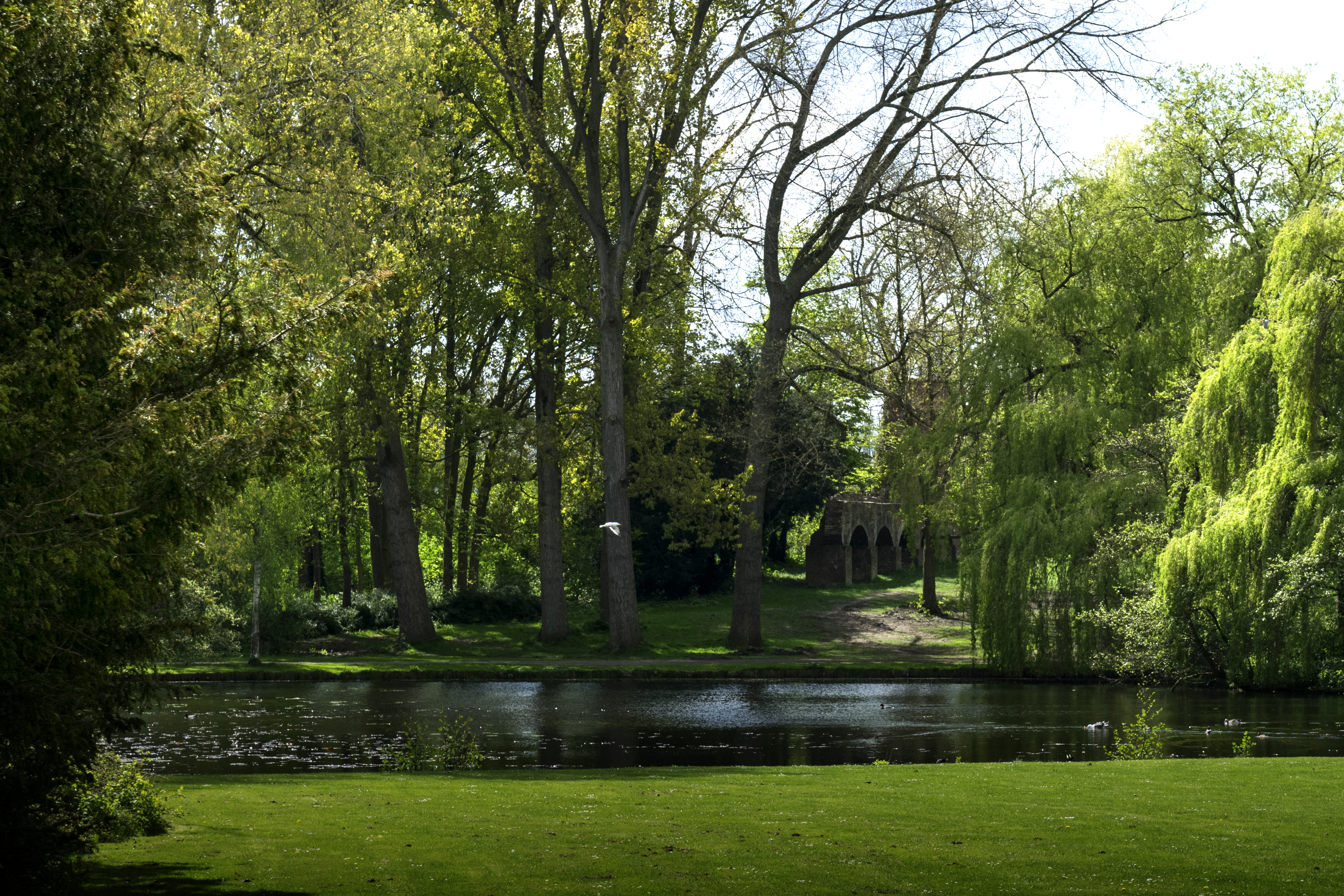
Parkaanzicht

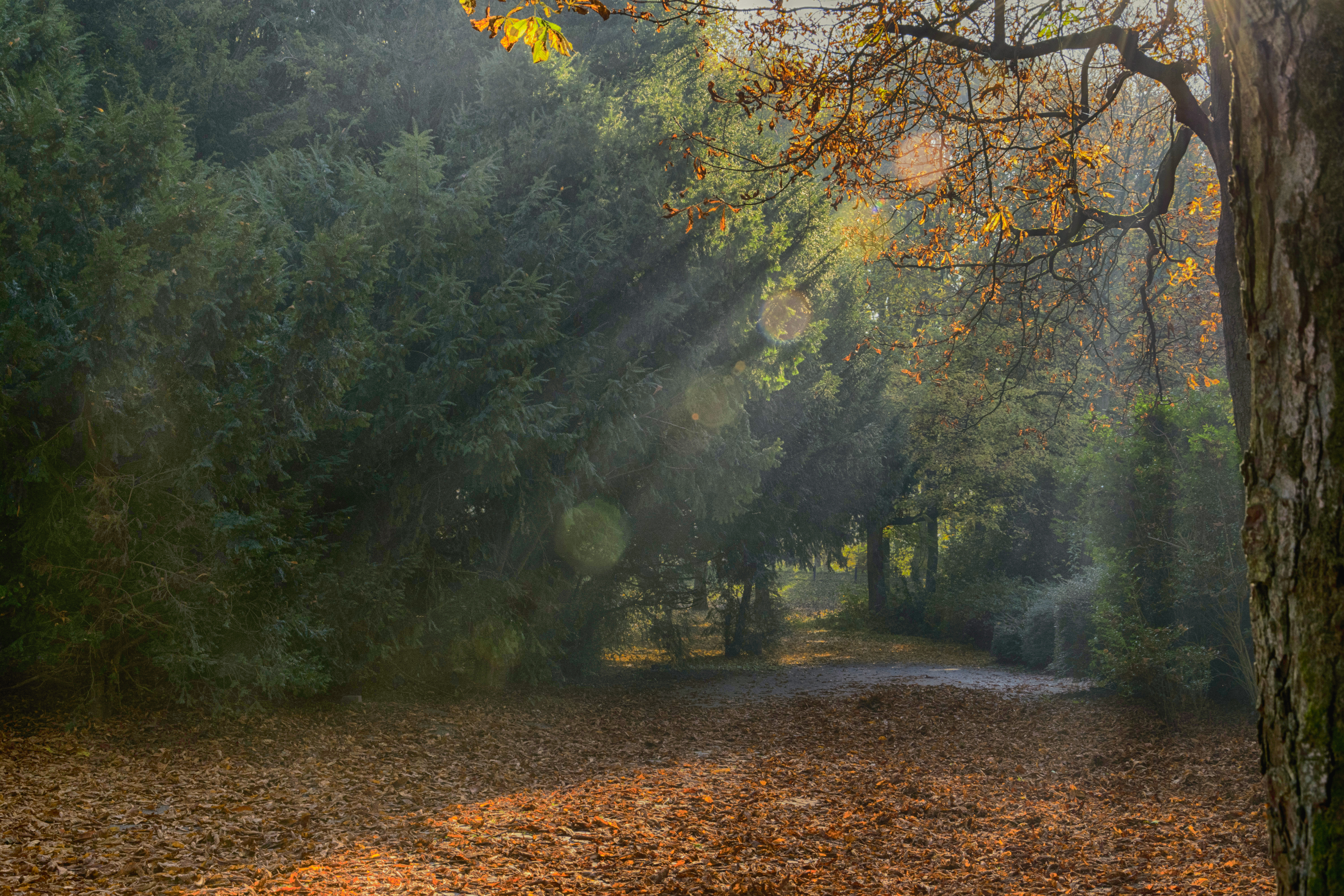
Bospaden

Het Wantijpark of Wantijplantsoen is een park in de Nederlandse plaats Dordrecht. Het werd tijdens de crisisjaren vanaf 1933 aangelegd als werkverschaffingsproject. Het ligt naast het Wantijbad aan de Noordendijk tussen de stromen Wantij en Vlij in. In het park ligt onder andere een verdiepte tuin, een schietbaan, een vijver, een monumentale entree, een paviljoen en een tuinderswoning. Het park heeft een oppervlakte van 16 hectare en een min of meer symmetrische vorm. Nog originele delen van het park zijn tot gemeentelijk monument verklaard. Het als voorportaal voor het park aangelegde Wantijplantsoen is een verdiepte tuin en werd in 2001 opgenomen in het register van rijksmonumenten.

## Geschiedenis

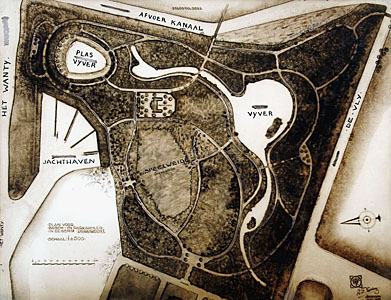
Plan tot aanleg

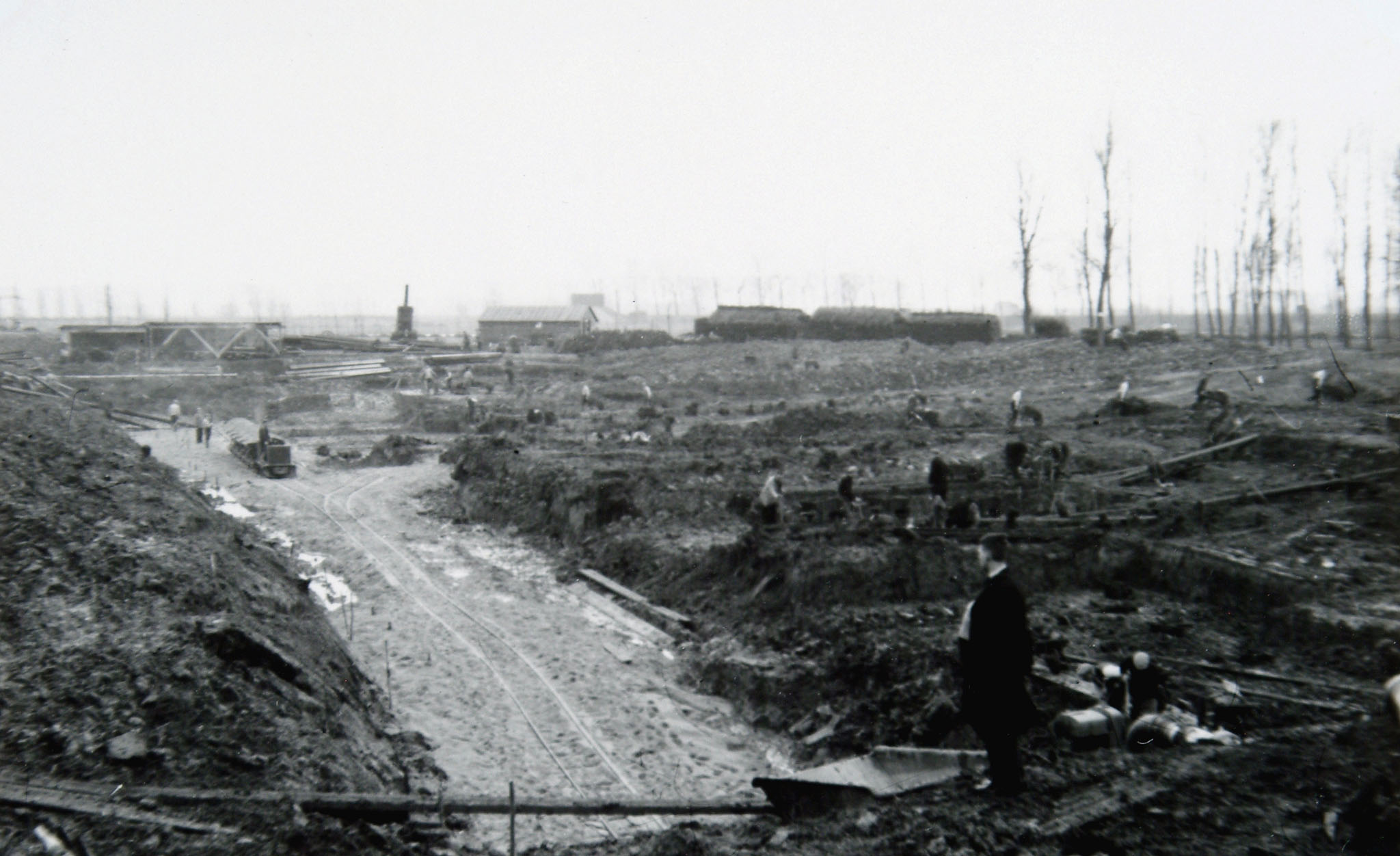
Aanleg als werkverschaffing

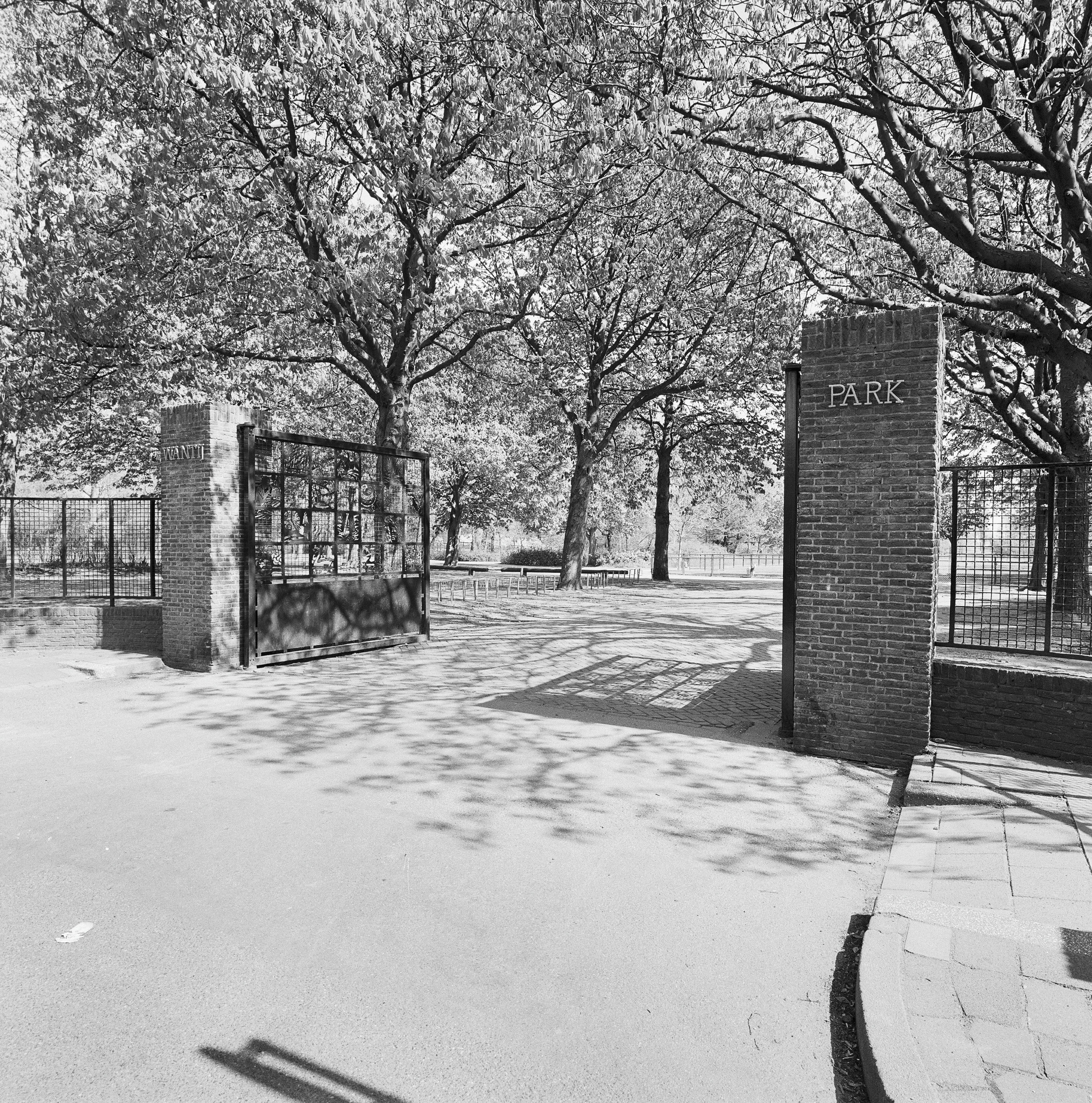
Monumentale ingang met hek en pijlers in 1996

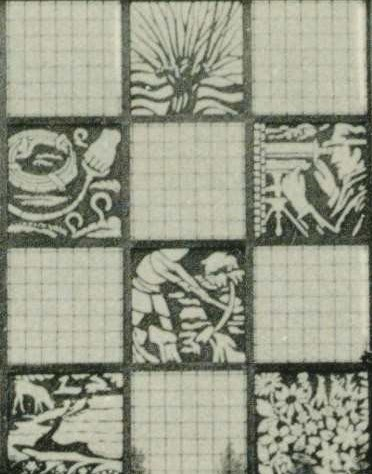
Enkele hekdecoraties in detail

### Voordat het een park was
Door de ligging was het grondgebied drassig met veel aanwas van wilgen en riet. Op een wat hoger punt lag de schietmuur van het Corps der Pontonniers van de Benthienkazerne in Dordrecht. Deze schietbaan werd in 1910 gebouwd. De nog bestaande muur ervan is een rijksmonument.

### Plan tot aanleg
In 1932 werd in de gemeenteraad het voorstel van B&W besproken om een groot park aan te leggen in de omgeving van de schietbaan. Men raamde de kosten op fl. 150.000, waarvan fl. 100.000 loonkosten. Het Wantijpark paste in de sociaaldemocratische tuinarchitectonische visie om, ter verheffing van de arbeiders, zogenoemde volksparken moesten worden aangelegd. Naast de mogelijkheid tot recreatief wandelen met het gehele gezin en het inademen van schone lucht, wilde de overheid een zwemvijver en een muziektent. Om langdurig verblijf mogelijk te maken moesten er ook sanitaire voorzieningen gebouwd. Een belangrijk element was het horecapaviljoen waar alcoholvrije dranken genuttigd konden worden. Voor de arbeidersklasse werd zo goedkope en gezonde recreatie gerealiseerd. De relatie van wonen en gezond recreëren werd benadrukt door de grote lijnen in het ontwerp van tuinarchitect D.F. Tersteeg. Er was tussen de nabije woningen en de hoofdentree van het park een duidelijke architectonische relatie.
De aanleg van Wantijpark moet los gezien worden van die van het Wantijbad, al waren het beide werkverschaffingsprojecten.

### Aanleg en gebruik
Om het werk betaalbaar te houden koos men werklozen uit het bestand van de 'Dienst voor Arbeidsbemiddeling', die voor een veel lager salaris dan gebruikelijk moesten werken. De werkomstandigheden waren bijzonder zwaar, omdat het drassige gebied grotendeels met handwerk ontgonnen moest worden. Om deze reden noemden de ingezette werklozen het Wantijpark 'het Bloedpark'. De heuvel met uitgegraven grond 'de Heuvel der Smarte'.
Het paviljoen (1940) en de tuinderswoning (1938) zijn van iets latere datum. Het dierenparkje stamt uit 1956.
De monumentale entree werd in 1939 gebouwd. Het bestaat deels uit twee pijlers met muren en een plaatijzeren hek met voorstellingen. In dit hekwerk zijn afbeeldingen opgenomen over de situatie voor de aanleg, het ontwerp van het park, de bouw en de voltooiing. Het hekwerk is door glazenier Toon Berg ontworpen. Het werd in de Centrale Werkplaats voor Werkloze Jongeren gerealiseerd.

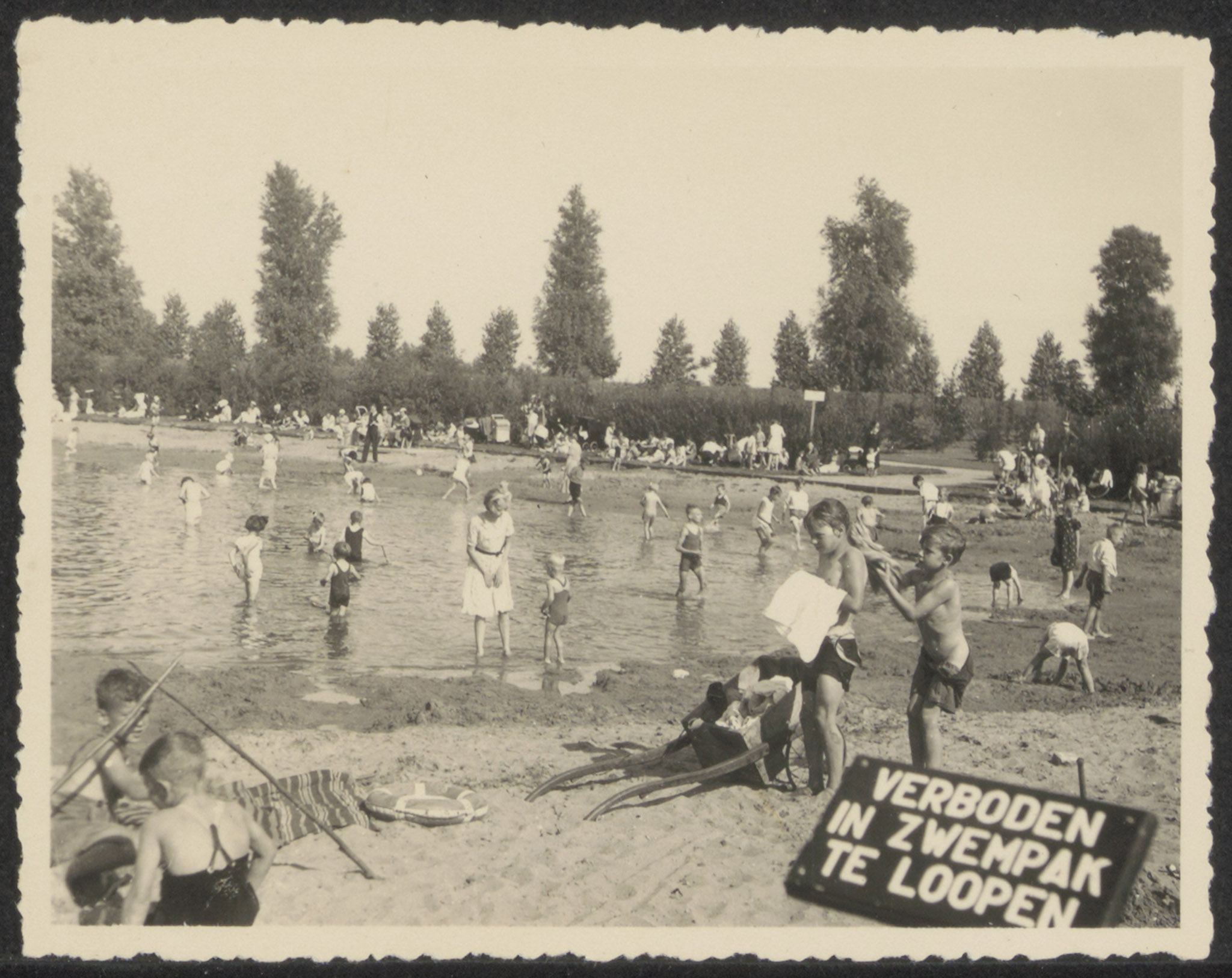
Zwemvijver
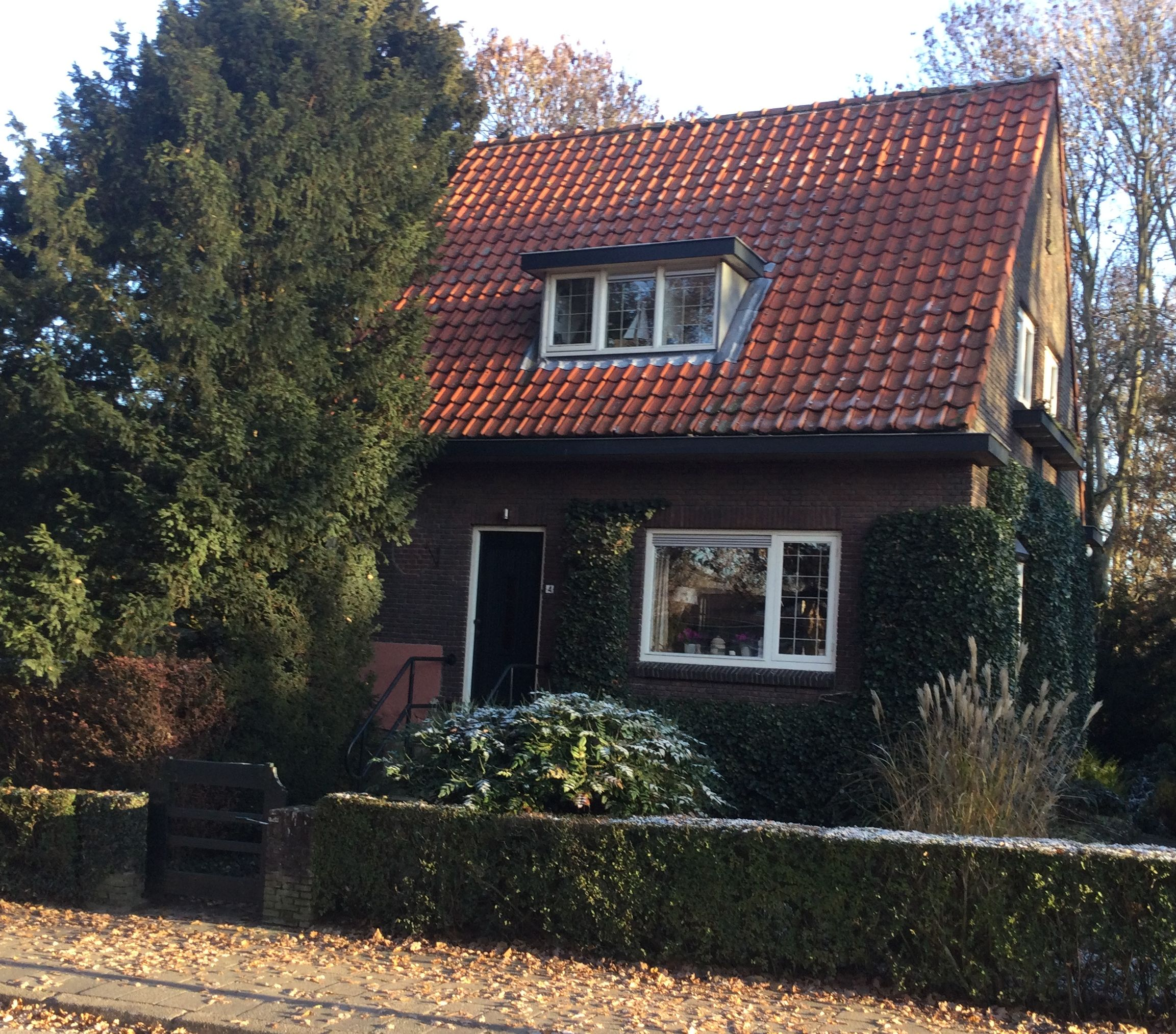
Tuindershuisje
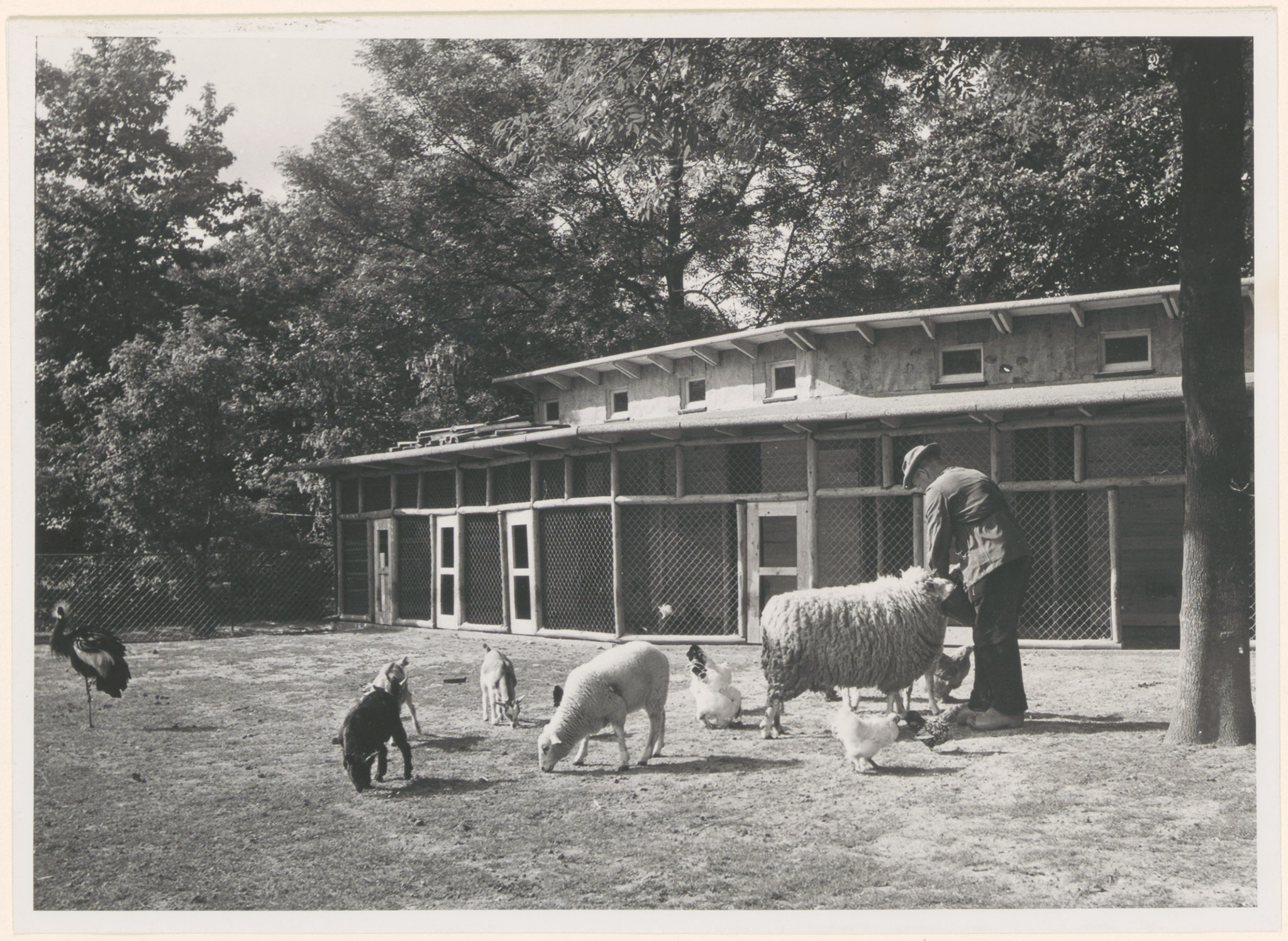
Dierenparkje

### Situatie in 2022
In grote lijnen is het park hetzelfde gebleven. De schietmuur is enigszins vervallen. Het Wantijpaviljoen is in 1973 afgebrand, maar later herbouwd. Het oorspronkelijke parkmeubilair is verdwenen. Aan de vijver is niet meer te zien dat het een natuurbad is geweest. De tuinderswoning en de entree zijn volledig intact. Het dierenparkje bestaat nog steeds.
Rijkswaterstaat had het plan om een deel van het Wantijpark onder water te zetten om zo een getijdenatuurgebied te laten ontstaan. Dit plan is in 2021 geschrapt.